# Boaz Kiprugut
Boaz Kiprugut (* 18. Mai 1998) ist ein kenianischer Mittelstreckenläufer, der sich auf den 1500-Meter-Lauf spezialisiert hat.

## Sportliche Laufbahn
Erste Erfahrungen bei internationalen Meisterschaften sammelte Boaz Kiprugut 2016 bei den Afrikameisterschaften in Durban, bei denen er im 800-Meter-Lauf bis ins Halbfinale gelangte und dort disqualifiziert wurde. Im Jahr darauf gewann er bei den Juniorenafrikameisterschaften in Tlemcen in 3:44,78 min die Silbermedaille über 1500 Meter und bei den Afrikaspielen 2019 in Rabat erreichte er in 3:40,44 min den achten Platz. 2021 siegte er bei mehreren Rennen der World Athletics Continental Tour und 2024 gewann er bei den Afrikameisterschaften in Douala in 3:37,25 min die Bronzemedaille über 1500 Meter hinter seinem Landsmann Brian Komen und Ayanleh Abdi Abdillahi aus Dschibuti.

## Persönliche Bestzeiten
- 800 Meter: 1:44,64 min, 28. Mai 2016 in Nairobi
- 1500 Meter: 3:35,26 min, 7. Juni 2021 in Prag
  - 1500 Meter (Halle): 3:39,55 min, 3. Februar 2023 in Erfurt